# Pinya
Cette page contient des caractères spéciaux ou non latins. S’ils s’affichent mal (▯, ?, etc.), consultez la page d’aide Unicode.
Pinya (birman ပင်းယ) est l'ancienne capitale du Royaume de Pinya, en Birmanie (République de l'Union du Myanmar). Située sur la rive orientale de l'Irrawaddy, près d'Ava, dans l'actuelle Région de Mandalay, elle fut la résidence de six rois qui régnèrent sur la Birmanie centrale de 1312 à 1364.

## Histoire
Pinya, fondée en 1312 par Thihathu, fut la capitale du Royaume de Pinya jusqu'en 1364. De l'autre côté du fleuve se trouvait sa rivale Sagaing, capitale depuis 1315 du Royaume de Sagaing, qui lui disputait la prééminence en Birmanie centrale. En 1364, tous deux furent abattus par des armées Shans venues de Chine. Le Royaume d'Ava les remplaça et Pinya perdit toute importance. Aujourd'hui il n'en reste pratiquement rien.